# Bierfestival

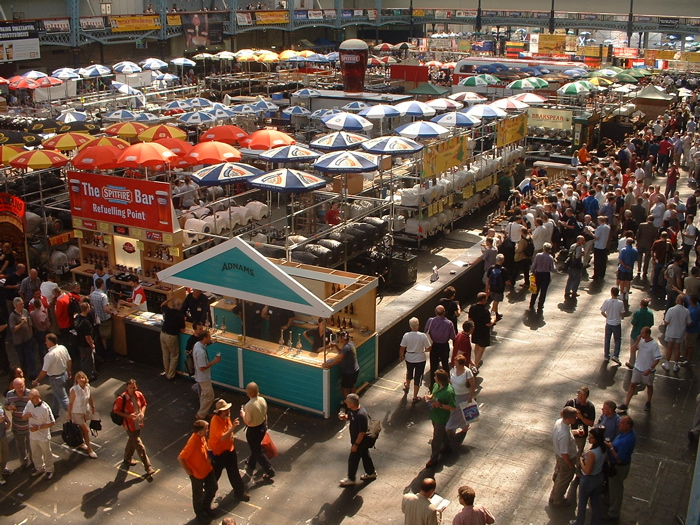
Het Great British Beer Festival in Londen.

Een bierfestival is een evenement waar bezoekers een verscheidenheid aan bieren kunnen proeven en kopen. Er kan sprake zijn van een thema, bijvoorbeeld bieren uit een bepaald gebied, of een bepaalde brouwstijl. Naast het aanbod van diverse bieren zijn er doorgaans ook foodtrucks, muziekoptredens of andere soorten entertainment aanwezig.

## Azië

### China
- Qingdao International Beer Festival (Chinees: 青岛国际啤酒节) is een jaarlijks festival in Qingdao, Shandong, China, georganiseerd door nationale staatsministeries en de gemeentelijke overheid. Het festival, gestart in 1991, vindt elk jaar plaats in het tweede weekend van augustus en duurt 16 dagen. Hoogtepunten zijn bierproeverijen, drinkwedstrijden, muziek, eten, bierhallen van verschillende brouwerijen en kermisattracties.

### Japan
- Great Japan Beer Festival in Tokio, Osaka, Nagoya en Yokohama.

### Zuid-Korea
- Daegu Chimac Festival (Koreaans: 대구 치맥 페스티벌) is een jaarlijks foodfestival in Duryu Park, Daegu, Zuid-Korea, dat elke juli plaatsvindt. Het festival staat bekend om zijn focus op "chimaek", een combinatie van kip en bier.

## Europa

### België
- La Ronde de la Cervoise, een dorpsfeest in de Belgische provincie Namen met een focus op speciaalbieren. Het feest vindt sinds 2002 afwisselend in Anhée, Dinant, Hastière, Onhaye of Yvoir plaats.
- Toer de Geuze, een tweejaarlijks evenement in het Pajottenland en de Zennevallei, georganiseerd door de Hoge Raad voor Ambachtelijke Lambiekbieren met een focus op lambiekbieren.
- Zythos Bierfestival, een jaarlijkse bierfestival in de Brabanthal te Leuven georganiseerd door de consumentenvereniging Zythos.
- Billie's Craft Beer Fest, een jaarlijks evenement in Antwerpen.

### Duitsland
In Duitsland wordt jaarlijks het Oktoberfest gevierd, het grootste bierfestival ter wereld, dat door meer dan vijf miljoen mensen wordt bezocht. Naast het Oktoberfest in München zijn er verschillende andere Duitse volksfeesten die bierfestivals met kermissen combineren, waaronder het Cannstatter Volksfest in Stuttgart, het Gäubodenvolksfest in Straubing, de Bergkirchweih in Erlangen, het Hannover Schützenfest, de Bremen Freimark en de Hamburger Dom. De populariteit van het feest heeft wereldwijd geleid tot de organisatie van vergelijkbare festivals in andere landen.

### Estland
- Õllesummer was een bierfestival in Tallinn, Estland, en het grootste bierfestival van de Noordse landen. Het festival vond van 1994 tot 2018 plaats op de Tallinn Song Festival Grounds en trok jaarlijks ongeveer 80.000 bezoekers.[1]

### Frankrijk
In Frankrijk zijn bierfestivals vooral populair in de regio's Grand Est en Hauts-de-France, waar bier meer aanwezig is dan in andere regio's, die zich eerder op wijn concentreren.
- Arden Brew Fest, een ambachtelijk bierfestival in Haybes, gelegen in de Ardennen.
- Bière à Lille, in Rijsel is een weeklange bierfestival in oktober.
- BLIB in Bordeaux is een weeklang festival in april, verspreid over bars en restaurants, inclusief een amateur brouw-wedstrijd.
- Fête de la Bière à Charleville-Mézières, het grootste bierfestival van Frankrijk trekt meer dan 50.000 bezoekers gedurende drie dagen.[2]

### Nederland
- Alfa Bierfeesten, een festival dat sinds 1989 wordt georganiseerd door de Alfa Brouwerij en bij de brouwerij in Schinnen gehouden wordt.
- Borefts, een jaarlijks bierfestival dat sinds 2009 wordt georganiseerd door Brouwerij De Molen en plaatsvindt in hun brouwerij.
- Hoppig Bierfestival, een festival dat jaarlijks in het eerste weekend van juni in het Haarlemmermeerse Bos gehouden wordt.
- Middelburgse Abdij Bier Festival, een jaarlijks abdijbierfestival dat in de abdij van Middelburg gehouden wordt.
- Nederlands Bierproeffestival, een jaarlijks bierfestival in Den Haag, dat sinds 2013 als onderdeel van Week van het Nederlandse Bier wordt gehouden.
- PINT Bokbierfestival, een voormalig jaarlijks bokbierfestival dat in het laatste weekend van oktober in de Beurs van Berlage te Amsterdam werd gehouden.
- Roosendaals Bockbierfestival, een jaarlijks bockbierfestival dat in het eerste weekend van oktober op de Markt in Roosendaal wordt gehouden.
- TAPT Festival, een festival dat op verschillende locaties in Nederland gehouden wordt.

### Polen
- Festiwal Dobrego Piwa in Wrocław, Polen, is een jaarlijks internationaal bierfestival in juni op de esplanade van het Stadion Miejski, met deelname van tientallen regionale en internationale brouwerijen. Het festival, dat sinds 2010 wordt gehouden, trekt tot 60.000 bezoekers.[3]

### Tsjechië
- Beerfest Olomouc, een bier- en muziekfestival in de Moravische stad Olomouc.
- Het Tsjechisch bierfestival (Český pivní festival) in Praag is het grootste bierfestival van Tsjechië. Het wordt jaarlijks gehouden sinds 2008 en trekt gemiddeld 180.000 bezoekers per jaar.

### Verenigd Koninkrijk
- Great British Beer Festival, een jaarlijks bierfestival in Londen dat in augustus wordt georganiseerd door de Campaign for Real Ale.

### Zweden
- Stockholm Beer & Whisky Festival, een drankfestival gehouden gedurende twee weekends in Nacka, Stockholm, waarbij zowel bier als whisky, calvados en cider in de belangstelling staan.

## Oceanië

### Australië
- Great Australasian Beer SpecTAPular, een jaarlijks bier- en foodfestival georganiseerd door The Local Taphouse in Melbourne en Sydney.

## Noord-Amerika

### Canada
- Toronto Festival of Beer, ook bekend als Beer Fest, een evenement in Toronto, Ontario dat jaarlijks 40.000 bezoekers trekt.

### Verenigde Staten
- Great American Beer Festival, een jaarlijks driedaags bierevenement, georganiseerd door de Amerikaanse Brewers Association, te Denver, Colorado.
- Great World Beer Festival, eerder bekend als Brewtopia, was een groot bierfestival in New York, opgericht in 2002 en eindigde in 2010.
- Oregon Brewers Festival, een vierdaags ambachtelijk bierfestival gehouden in het Tom McCall Waterfront Park in het centrum van Portland, Oregon, dat sinds 1988 jaarlijks plaatsvindt.
- Philly Beer Week, een jaarlijks 10-daags bierfestival in Philadelphia en de Delaware Valley, opgericht in 2007, met meer dan 200 deelnemende locaties.

## Zuid-Amerika

### Argentinië
- De Fiesta Nacional de la Cerveza is de Argentijnse versie van het Oktoberfest in München en wordt sinds 1963 in oktober gehouden in Villa General Belgrano, Córdoba. Het festival trekt jaarlijks meer dan honderdduizend bezoekers gedurende twee opeenvolgende weekenden en omvat parades, muziek en de ceremonie van de "espiche" waarbij een vat bier wordt geopend.